# رفیق حسینوف
رفیق حسینوف (به ترکی آذربایجانی: Rafiq Hüseynov؛ زادهٔ ۱۶ مهٔ ۱۹۸۸) یک کشتی‌گیر فرنگی‌کار اهل آذربایجان است.
از افتخارات وی می‌توان به کسب مدال برنز المپیک ۲۰۲۰ توکیو و دو مدال طلا مسابقات قهرمانی کشتی جهان ۲۰۲۱ و مسابقات قهرمانی کشتی جهان ۲۰۲۳ و مدال نقره مسابقات قهرمانی کشتی جهان ۲۰۱۹ اشاره کرد. وی سابقه حضور در المپیک ۲۰۲۴ پاریس را دارد.

## فعالیت حرفه‌ای

### مسابقات قهرمانی کشتی جهان ۲۰۱۹
حسینوف در وزن ۸۲ کیلوگرم کشتی فرنگی مسابقات قهرمانی کشتی جهان ۲۰۱۹ نورسلطان حاضر بود که میهایل برادو از مولداوی، یوری شکریوبا از اوکراین، ماخات یرژیپوف از قزاقستان و سعید عبدولی از ایران را شکست داد و به فینال رسید. وی در دیدار نهایی به لاشا گوبادزه از گرجستان باخت و به مدال نقره وزن ۸۲ کیلوگرم رسید.

### المپیک ۲۰۲۰ توکیو
حسینوف در وزن ۷۷ کیلوگرم کشتی فرنگی المپیک ۲۰۲۰ توکیو حاضر بود که در کشتی اول الکس بیوربرگ کسیدیس از سوئد را شکست داد اما در کشتی بعد به آکژول محموداف از قرقیزستان باخت و با توجه به حضور این کشتی‌گیر در فینال، به دیدار شانس مجدد رفت. او در مرحله شانس مجدد امجد معافی از تونس را شکست داد و به دیدار رده‌بندی رسید. وی در این دیدار کاراپت چالیان از ارمنستان را شکست داد و مدال برنز وزن ۷۷ کیلوگرم را بدست آورد.

### قهرمانی کشتی جهان ۲۰۲۱
حسینوف در وزن ۸۲ کیلوگرم کشتی فرنگی قهرمانی کشتی جهان ۲۰۲۱ اسلو شرکت کرد، او در این مسابقات کالیدین آسیکیف از قرقیزستان، الکس بیوربرگ کسیدیس از سوئد و آدلان آکیف از روسیه را شکست داد و به فینال رسید. وی در فینال برهان آکبوداک از ترکیه را شکست داد و مدال طلا را بدست آورد.

### قهرمانی کشتی جهان ۲۰۲۳
حسینوف در وزن ۸۲ کیلوگرم کشتی فرنگی قهرمانی کشتی جهان ۲۰۲۳ بلگراد شرکت کرد، او در این مسابقات اریک زیلواسی از مجارستان، آئوس گونیبوف از روسیه و برهان آکبوداک از ترکیه را شکست داد و به فینال رسید. وی در فینال علیرضا مهمدی از ایران را شکست داد و مدال طلا را بدست آورد.